# Fedoro-Mîhailivka, Ielaneț
Fedoro-Mîhailivka (în ucraineană Федоро-Михайлівка) este un sat în comuna Novovasîlivka din raionul Ielaneț, regiunea Mîkolaiiv, Ucraina.

## Demografie
Componența lingvistică a localității Fedoro-Mîhailivka
     Ucraineană (82,98%)
     Română (7,23%)
     Rusă (5,53%)
     Alte limbi (0,85%)
Conform recensământului din 2001, majoritatea populației localității Fedoro-Mîhailivka era vorbitoare de ucraineană (82,98%), existând în minoritate și vorbitori de română (7,23%), rusă (5,53%) și armeană (2,98%).